# Profundor
O profundor (português brasileiro) ou leme de profundidade (português europeu) (em inglês, elevator) é uma superfície de controlo móvel horizontal existente na extremidade traseira da cauda dos aviões (também denominada de empenagem horizontal), responsável pelo movimento do avião sobre seu eixo lateral, aumentando ou diminuindo o ângulo de ataque da aeronave. Em termos simplificados, o movimento da profundidade faz com que o nariz da aeronave aponte para baixo ou para cima. 
O aumento no ângulo de ataque causa aumento na sustentação produzida pelo perfil da asa, bem como redução da velocidade de voo devido ao aumento do atrito . A redução do ângulo de ataque provoca aumento da velocidade por diminuir o atrito e a força de empuxo do motor poder ser usada apenas para impulsionar a aeronave para a frente. 
O estabilizador horizontal, ao qual está ligad a profundidade, tem efeito oposto ao da asa. O estabilizador horizontal cria uma pressão para baixo, que contraria o momento causado pelo perfil da aeronave. O centro de gravidade não se encontra exactamente sobre o centro de pressão, o que, para além da sustentação causada pela asa, inclui também efeitos de atrito/arrasto e tracção do motor. Uma profundidade aumenta ou diminui a força para baixo criada pelo estabilizador horizontal. A força para baixo é maior, causada pela profundidade a apontar para cima, induzindo um movimento de cauda da aeronave para baixo e nariz para cima, aumentando o ângulo de ataque da asa (o que aumenta o coeficiente de sustentação, de forma que a aeronave ganha altitude). A redução da força para baixo na cauda, causada pelo movimento da profundidade para baixo, faz com que a cauda suba e o nariz da aeronave abaixe. A redução resultante do ângulo de ataque diminui o atrito, de forma que a aeronave se move mais rápido (seja aumentando a potência dos motores, seja por movimento de descida) para obter a sustentação exigida. A regulagem da profundidade determina a velocidade de compensação: uma dada posição da profundidade tem somente uma velocidade na qual a aeronave manterá uma condição sem aceleração, ou seja, de velocidade constante. De facto, para contrariar o momento causado pela maioria dos perfis aerodinâmicos (com excepção dos das asas voadoras) a profundidade costuma ser uma "asa menor" virada ao contrário. Enquanto que a asa principal tem de causar uma força de sustentação, induzindo também um momento angular que aponta o nariz do avião para baixo, a profundidade tem de fazer força para baixo para contrariar esse momento.  

## Eixos
Na maioria dos aviões, existem três eixos de movimentação:
- Eixo longitudinal - linha imaginária que cruza o avião desde a cauda ao nariz;
- Eixo lateral ou transversal- linha imaginária que cruza o avião de uma extremidade à outra da asa;
- Eixo central - Linha imaginária que atravessa o avião verticalmente de cima para baixo;

As 3 linhas imaginárias cruzam-se no centro de gravidade do avião.

### Eixo longitudinal
O movimento lateral do manche do avião fará com que a aeronave gire em torno de seu eixo longitudinal, movimento este conhecido por rolagem ou rolamento. As Superfícies aerodinâmicas que actuam  para execução deste movimento são denominadas de ailerons estando geralmente situados na bordo de fuga de cada uma das asas (cada asa tem 2 bordos: o de ataque (em inglês: leading edge) que é o que fica em "frente" ao vento; e o de fuga (em inglês: trailing edge) que fica localizado de forma oposta ao de ataque). Em alguns casos, há a junção dos ailerons com os flaps, designando-se de flapperons.

### Eixo lateral ou transversal
O movimento para frente e para trás do manche actua no eixo lateral da aeronave inclinado o nariz desta para baixo, movimento de picar;  e para cima, movimento de cabrar respectivamente. 
Os movimentos sobre o eixo lateral da aeronave são denominados arfagem. As superfícies aerodinâmicas que actuam para execução deste movimento são a profundidade, localizada no bordo de fuga do estabilizador horizontal.

### Eixo central
O pressionamento dos pedais (existem dois, semelhantes  aos que se observam nos automóveis), permite que a aeronave gire em torno de seu eixo central, para a esquerda ou direita.
Na prática, e em condições normais de voo (e ainda dependendo da aeronave) um giro (em Portugal "volta") de 360º só será possível no eixo longitudinal, sendo  o movimento nos outros dois eixos limitados pelas forças aerodinâmicas da aeronave, possibilitando apenas uma inclinação moderada.